# Vopovlje
Vopovlje – wieś w Słowenii, w gminie Cerklje na Gorenjskem. W 2018 roku liczyła 128 mieszkańców.